# Roncus boneti
Espèce
Roncus boneti est une espèce de pseudoscorpions de la famille des Neobisiidae.

## Distribution
Cette espèce est endémique du Pays valencien en Espagne. Elle se rencontre dans des grottes.

## Description
L'holotype mesure 2,5 mm.

## Liste des sous-espèces
Selon Pseudoscorpions of the World (version 3.0) :
- Roncus boneti boneti Beier, 1931
- Roncus boneti tarbenae Mahnert, 1977

## Publications originales
- Beier, 1931 : Zur Kenntnis der troglobionten Neobisien (Pseudoscorp.). Eos, vol. 7, p. 9-23 (texte intégral).
- Mahnert, 1977 : Spanische Hohlenpseudoskorpione. Miscelanea Zoologica Barcelona, vol. 4, no 1, p. 61-104.